# Alloea veles
Alloea veles är en stekelart som beskrevs av Sergey A. Belokobylskij 1997. Alloea veles ingår i släktet Alloea och familjen bracksteklar. Inga underarter finns listade i Catalogue of Life.